# Kruhy (przystanek kolejowy)
Kruhy (ukr. Круги, ros. Круги) – przystanek kolejowy pomiędzy miejscowościami Stare Koszary i Nowe Koszary, w rejonie kowelskim, w obwodzie wołyńskim, na Ukrainie.